# Mycetophila tupanensis
Mycetophila tupanensis är en tvåvingeart som beskrevs av Lane 1961. Mycetophila tupanensis ingår i släktet Mycetophila och familjen svampmyggor. Inga underarter finns listade i Catalogue of Life.